# Johannes Arpe

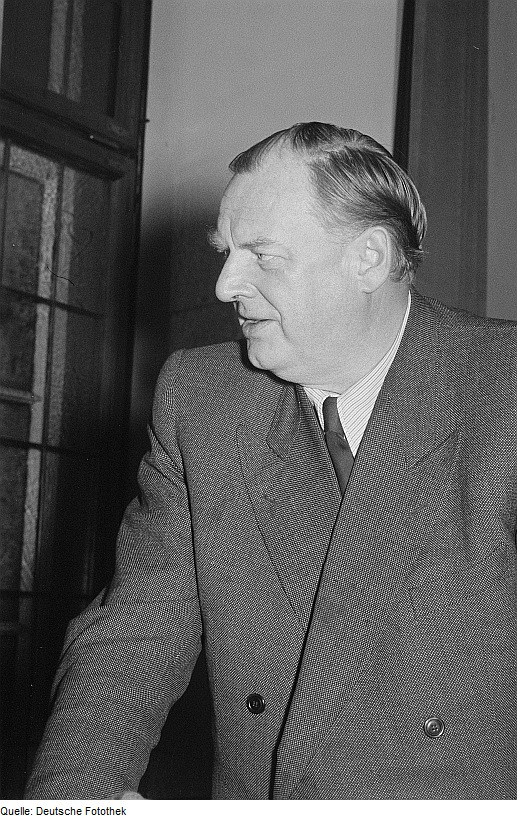
Johannes Arpe

Johannes Leopold Martin Arpe (* 29. Juli 1897 in Hamburg; † 3. Oktober 1962 in Kleinmachnow) war ein deutscher Schauspieler, Regisseur und Theaterintendant.

## Leben
Nach seiner Ausbildung bei Leopold Jessner an der Hamburger Schauspielschule, gab er 1915 sein Debüt am Thalia-Theater. Später arbeitet er als Theaterschauspieler und -regisseur in Flensburg, Bad Wildungen und Görlitz. Arpe war auch politisch aktiv, er gründete 1923 eine Gruppierung des kommunistischen Schutzverbandes deutscher Schauspieler in Norddeutschland.
Nach dem Zweiten Weltkrieg wurde Arpe, der sich von jeher kulturell engagierte, zunächst Schauspieldirektor in Chemnitz und 1951 in Leipzig. In der Zeit von 1954 bis 1958 war er Generalintendant der Leipziger Bühnen, gleichzeitig wirkte er aber immer noch als Darsteller auf der Bühne mit. Parallel zu seiner Tätigkeit am Theater wirkte er seit 1953 in einigen Nebenrollen bei Film- und Fernsehproduktionen der DEFA und des DFF mit. Ab 1958 konzentrierte er sich nur noch auf die Filmarbeit, meist als Schauspieler, selten mit Regieaufgaben. Er verkörperte oft Charakterrollen, überzeugte als Kapitän, Betriebsleiter oder Inspektor. Eine Hauptrolle spielte er als Kommissar Graumann in Tote reden nicht, einem TV-Mehrteiler, dessen Erstausstrahlung im Januar 1963 er schon nicht mehr miterleben konnte.
Johannes Arpe ist auf dem Waldfriedhof Kleinmachnow beigesetzt.

## Filmografie (Auswahl)

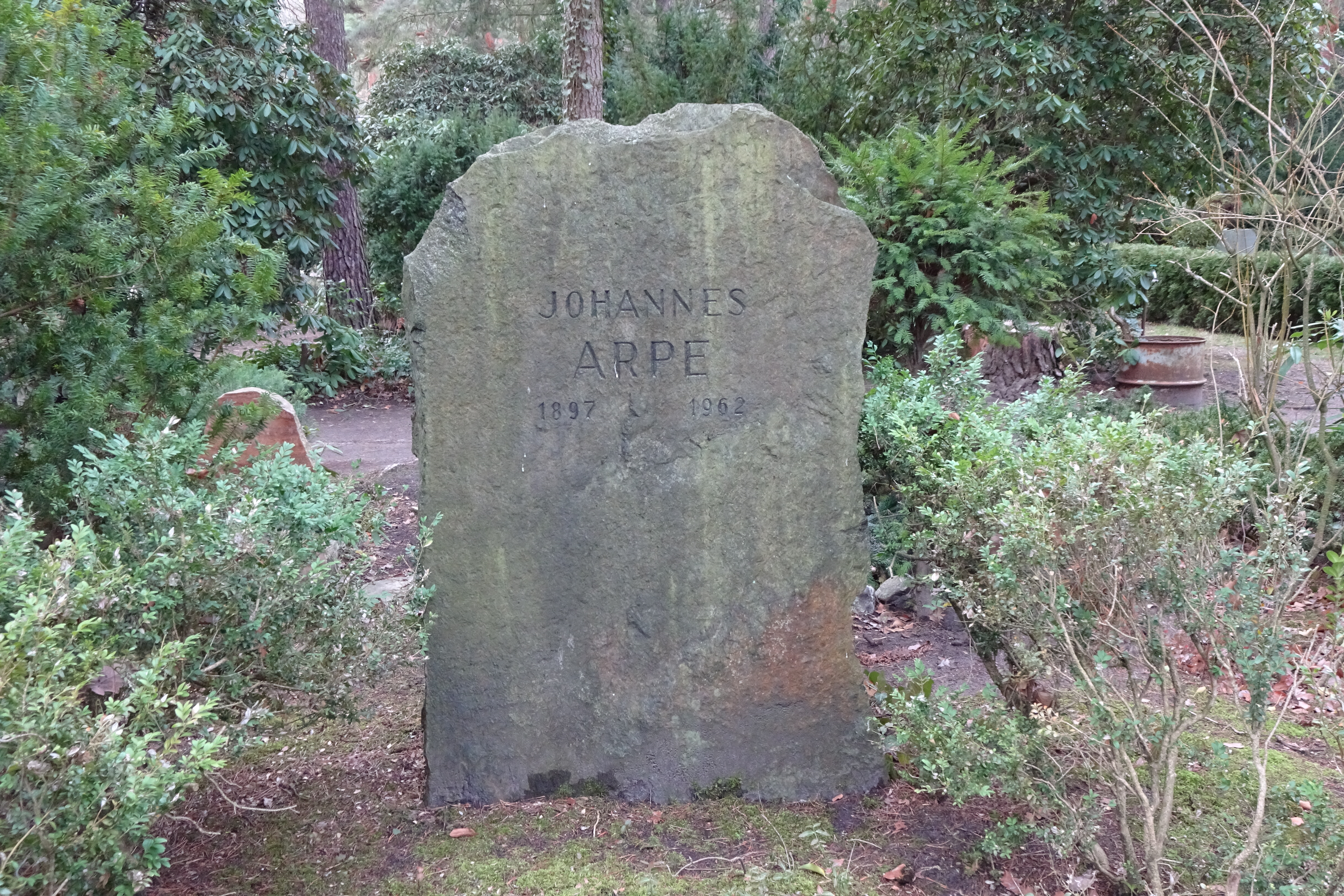
Grabstein auf dem Waldfriedhof Kleinmachnow

### Darsteller
- 1952: Geheimakten Solvay
- 1954: Stärker als die Nacht
- 1954: Ernst Thälmann – Sohn seiner Klasse (auch Dialogregie)
- 1954: Carola Lamberti – Eine vom Zirkus
- 1955: 52 Wochen sind ein Jahr
- 1955: Einmal ist keinmal
- 1955: Das Fräulein von Scuderi
- 1955: Der Teufel vom Mühlenberg
- 1956: Der Hauptmann von Köln
- 1957: Rivalen am Steuer
- 1958: Jahrgang 21
- 1958: Der Prozeß wird vertagt
- 1959: Die Premiere fällt aus
- 1959: Bevor der Blitz einschlägt
- 1960: Die Entscheidung des Dr. Ahrendt
- 1960/2014: Sommerwege
- 1960: Seilergasse 8
- 1961: Der Fremde
- 1961: Mord an Rathenau (Fernsehfilm)
- 1962: Mord ohne Sühne
- 1962: Ärzte
- 1962: Tanz am Sonnabend – Mord?
- 1962: Minna von Barnhelm oder Das Soldatenglück
- 1962: Revue um Mitternacht
- 1963: Geheimarchiv an der Elbe
- 1963: Nebel
- 1963: Tote reden nicht

### Regie
- 1959: Erich Kubak
- 1961: Der Fremde